# Сидорівка (Люблінське воєводство)
Сидорівка (пол. Sidorówka) — частина села Речица у Польщі, в Люблінському воєводстві Томашовського повіту, ґміни Ульгувек.